# آندراش بوتوش
آندراش بوتوش (مجاری: Botos András؛ زادهٔ march ۶, ۱۹۵۲ (۷۳ سال)) ورزشکار بوکس اهل مجارستان است.
وی در مسابقات کشوری و بین‌المللی در مجموع برندهٔ ۱ مدال برنز شده‌است.